# Matjaž Brumen
Matjaž Brumen (* 23. Dezember 1982 in Ljubljana, SR Slowenien, SFR Jugoslawien) ist ein slowenischer Handballspieler. Er ist 1,90 m groß.
Brumen, der für den slowenischen Verein RK Velenje (Rückennummer 77) spielt und für die slowenische Nationalmannschaft aufläuft, wird meist auf Rechtsaußen eingesetzt, er kann aber auch im rechten Rückraum auflaufen.

## Karriere
Matjaž Brumen begann in seiner Heimatstadt mit dem Handballspiel. Für den örtlichen Erstligisten Prule 67 Ljubljana debütierte er auch in der ersten slowenischen Liga. Nach zwei Vizemeisterschaften 2000 und 2001 gewann er mit Prule 2002 das slowenische Double aus Meisterschaft und Pokal. 2003 wurde Brumen nach einem positiven Dopingtest für vier Monate gesperrt. Im selben Jahr musste der Hauptstadtklub Konkurs anmelden und Brumen zog gemeinsam mit seinem Freund Jure Natek weiter zum Serienmeister RK Celje. Dort gewann er 2004, 2005, 2006 sowie 2007 die slowenische Meisterschaft, 2004, 2006 sowie 2007 den slowenischen Pokal und 2004 als Höhepunkt die EHF Champions League. Nach diesen Erfolgen suchte Brumen eine neue Herausforderung und schloss sich 2007 dem aufstrebenden Verein RK Koper an, mit dem er 2011 die Meisterschaft sowie 2008, 2009 und 2011 den Pokal gewann. 2013 wechselte er zum mazedonischen Verein RK Vardar Skopje, mit dem er 2015 und 2016 die Meisterschaft, 2014 die SEHA-Liga sowie 2014, 2015 und 2016 den mazedonischen Pokal gewann. Seit der Saison 2016/17 läuft er für den slowenischen Verein RK Velenje auf.
Matjaž Brumen hat bisher 131 Länderspiele für die slowenische Nationalmannschaft bestritten. Bei der Europameisterschaft 2004 im eigenen Land wurde er Vizeeuropameister. Bei den Olympischen Spielen 2004 belegte er den 11. Rang. Mit Slowenien nahm er an der Weltmeisterschaft 2007 in Deutschland teil, belegte aber nur den 10. Platz; bei der Europameisterschaft 2008 in Norwegen gehörte er nicht zum Aufgebot seines Landes.